# مقاطعة فاليستي
فاليستي (بالمولدوفية: Fălești District) هي مقاطعة في شمال مولدوفا، مركزها الإداري في مدينتها فاليستي. بلغ عدد سكانها 78258 نسمة وفق تعداد عام 2014م.
تحدها رومانيا في غرب مولدوفا.